# Kostel svatého Václava (Rosice, okres Pardubice)
Kostel svatého Václava se nalézá na Školním náměstí několik metrů od slepého ramene řeky Labe ve čtvrti Rosice, místní části města Pardubice. Rosice jsou součástí městského obvodu Pardubice VII. Kostel je chráněn jako kulturní památka. Národní památkový ústav tento kostel uvádí v katalogu památek pod rejstříkovým číslem ÚSKP 13829/6-2134 .

## Historie kostela
První písemná zmínka o kostele v Rosicích pochází z roku 1325, z té doby pochází obvodové zdi kostelní lodi, presbytáře a sakristie, stejně jako triumfální oblouk a portál sakristie. Původní gotický kostel vyhořel roku 1583, ale ještě téhož roku byl znovu obnoven ve stylu renesance Georgem Adlspachem z Damsdorfu, hejtmanem pardubickým, a Valentinem Žaludem, místohejtmanem. Kostel byl následně přestaven barokně v 20. letech 18. století.
Vedle kostela stojí zvonice se zděným přízemím a bedněným patrem, postavená v 18. století a bývalý hřbitov.

## Popis kostela
Kostel sv. Václava je kamenný s trojboce uzavřeným presbytářem se sakristií po severní a s předsíní po jižní straně lodi. Kostelní loď má rozměry 10,0 x 8,0 m a je zaklenutá třemi poli křížové hřebínkové klenby. Kostelní loď byla uvnitř později opravena ve slohu copovém. Fasáda lodi má opěrné pilíře a hrotitá okna bez kružeb. Ve hřbitovní zdi je zazděn fragment renesančního portálu kostela z roku 1583 přenesený sem z kostela koncem 19. století.

## Vybavení kostela
Hlavní oltář je rokokový s obrazem sv. Václava namalovaný neznámým malířem a opravený roku 1853 chrudimským malířem Josefem Papáčkem. V kostele se nalézají dřevěné rokokové lavice s ornamentálními řezbami.
V první polovině 19. století byla do kostela vložena nová dřevěná kruchta.

## Galerie

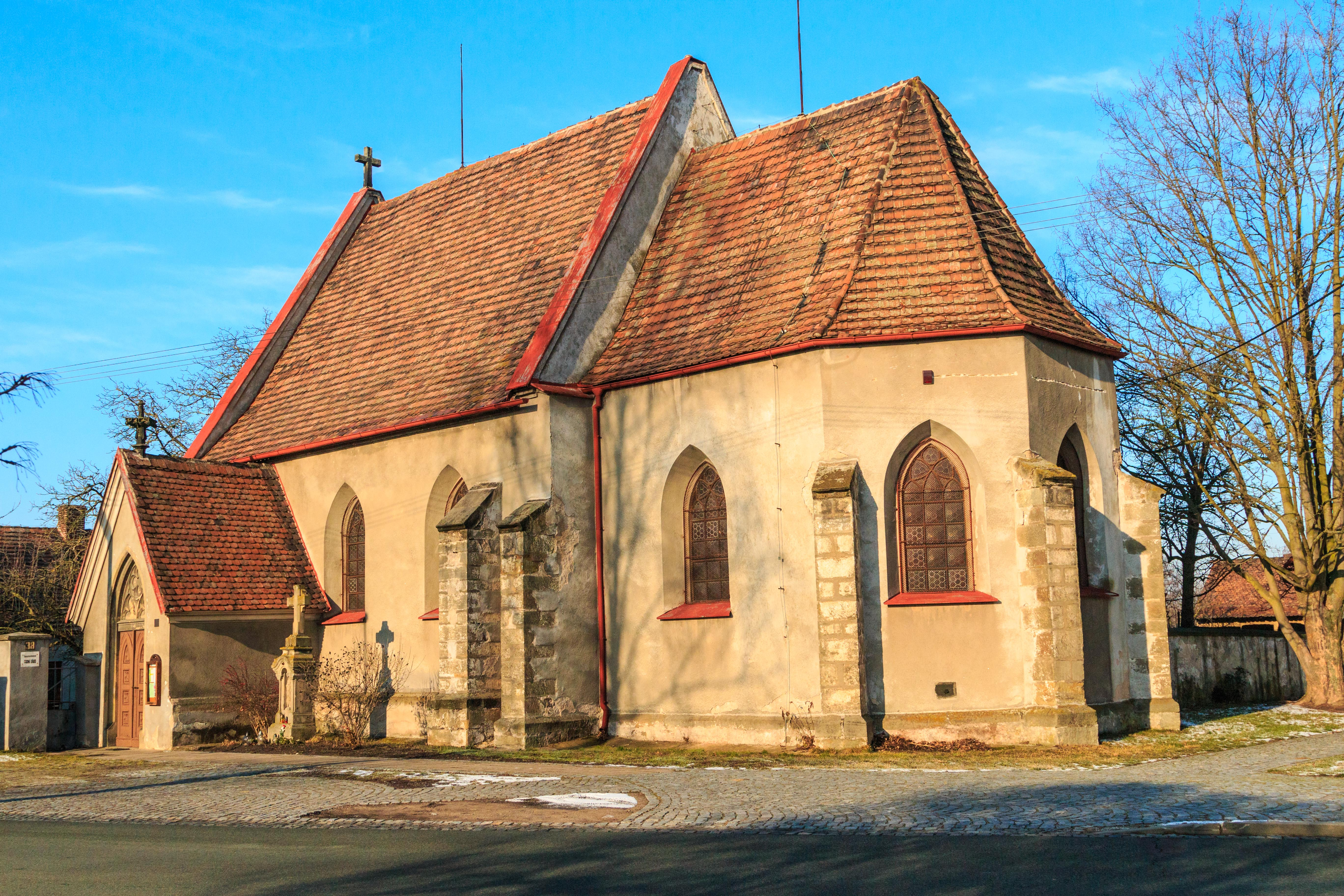
pohled na kostel sv. Václava v Rosicích
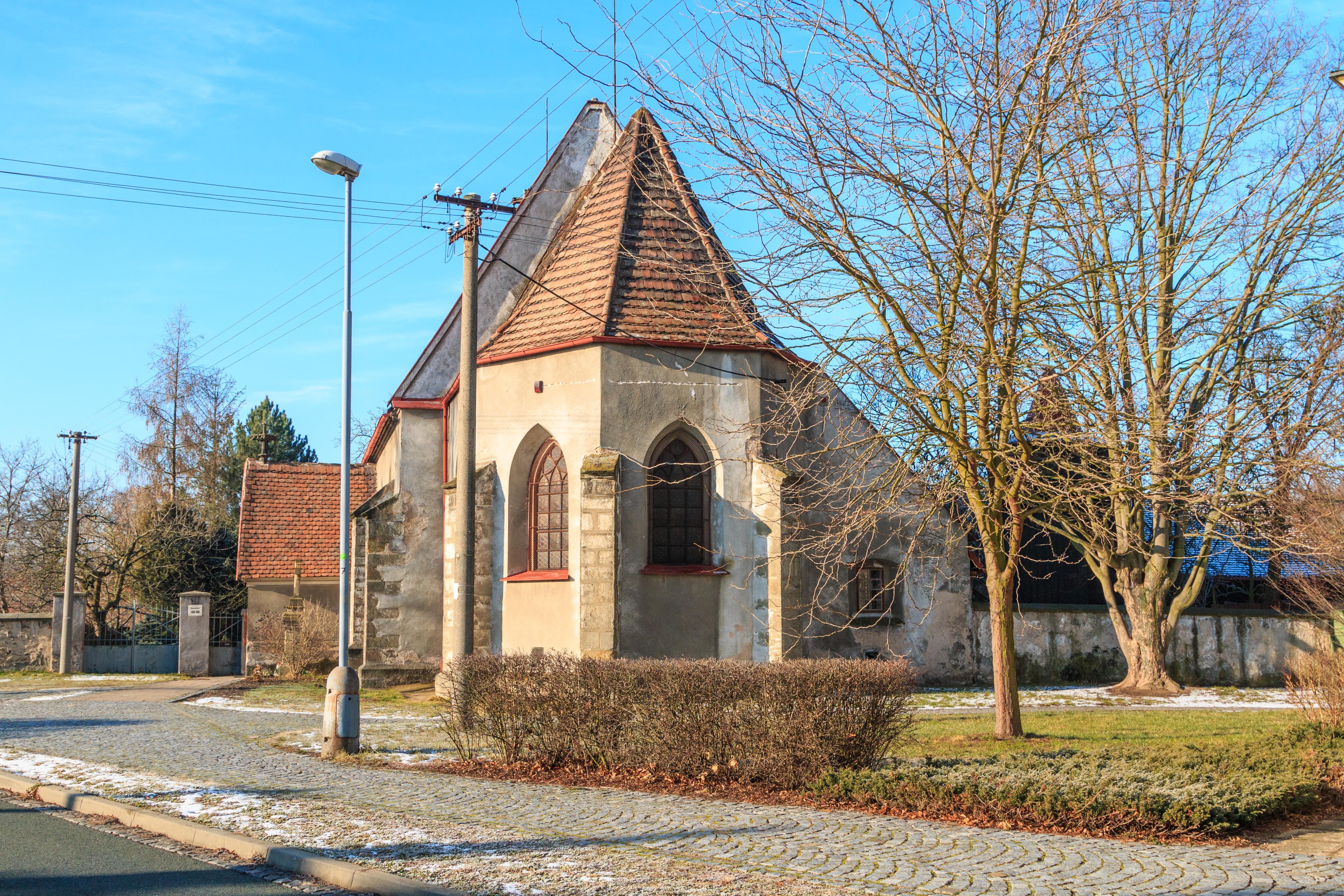
pohled na kostel sv. Václava v Rosicích
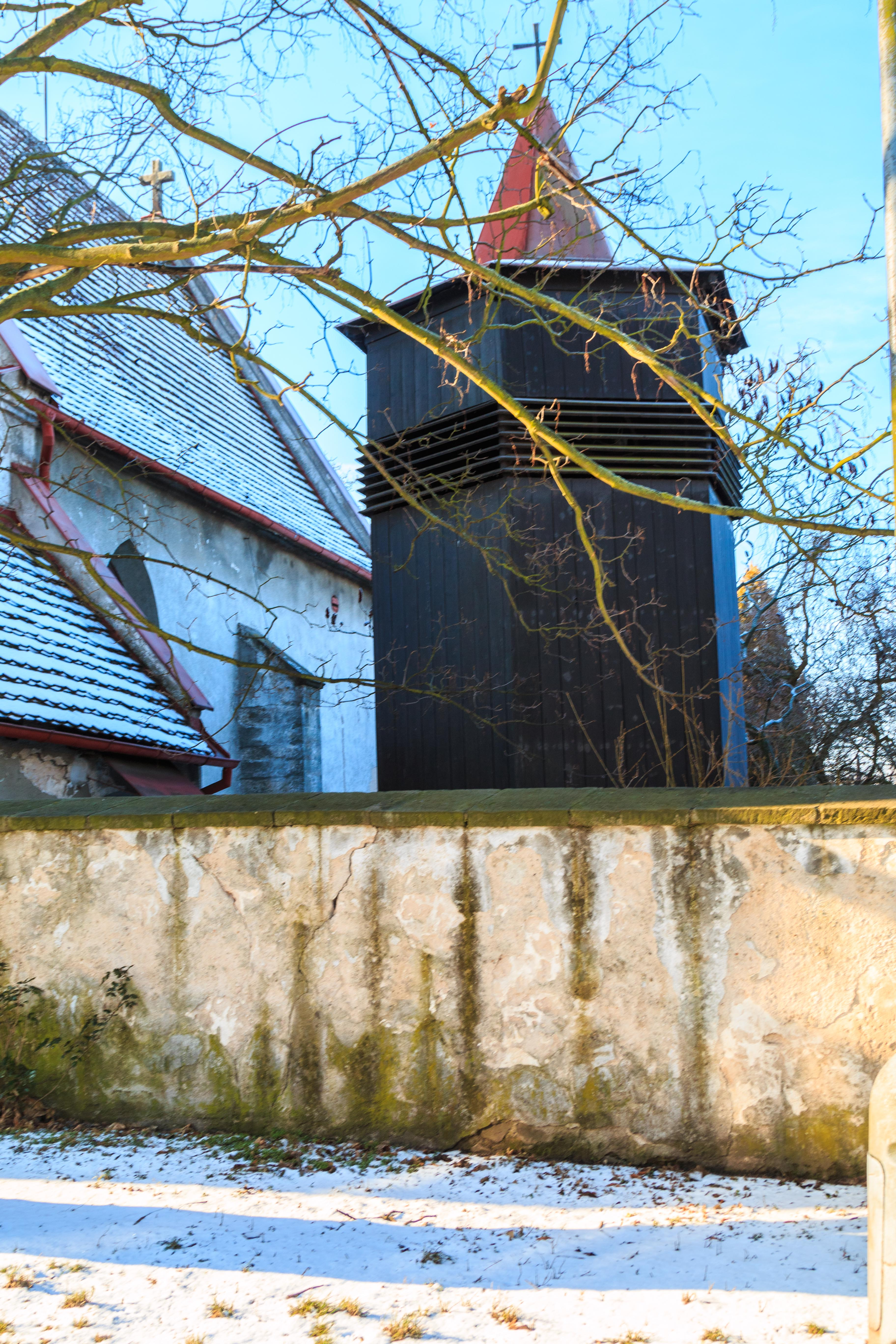
pohled na zvonici u kostela sv. Václava v Rosicích